# NGC 3679
NGC 3679 је елиптична галаксија у сазвежђу Лав која се налази на NGC листи објеката дубоког неба.
Деклинација објекта је - 5° 45' 28" а ректасцензија 11h 21m 47,9s. Привидна величина (магнитуда) објекта NGC 3679 износи 13,6 а фотографска магнитуда 14,6. NGC 3679 је још познат и под ознакама MCG -1-29-12, PGC 34844.